# Кардона
Кардо́на (кат. Cardona) - муніципалітет, розташований в Автономній області Каталонія, в Іспанії. Код муніципалітету за номенклатурою Інституту статистики Каталонії - 80478. Знаходиться у районі (кумарці) Бажас (коди району - 07 та BG) провінції Барселона, згідно з новою адміністративною реформою перебуватиме у складі Баґарії (округи) Центральна Каталонія. 

## Населення
Населення міста (у 2007 р.) становить 5.164 особи (з них менше 14 років - 11,3%, від 15 до 64 - 64,3%, понад 65 років - 24,4%). У 2006 р. народжуваність склала 41 особа, смертність - 72 особи, зареєстровано 14 шлюбів. У 2001 р. активне населення становило 2.473 особи, з них безробітних - 286 осіб.

Серед осіб, які проживали на території міста у 2001 р., 4.398 народилися в Каталонії (з них 3.766 осіб у тому самому районі, або кумарці), 884 особи приїхали з інших областей Іспанії, а 119 осіб приїхало з-за кордону. 

Університетську освіту має 7,1% усього населення. 

У 2001 р. нараховувалося 1.946 домогосподарств (з них 21,4% складалися з однієї особи, 28,4% з двох осіб,20,9% з 3 осіб, 19,4% з 4 осіб, 5,9% з 5 осіб, 2,7% з 6 осіб, 1% з 7 осіб, 0,3% з 8 осіб і 0,2% з 9 і більше осіб).

Активне населення міста у 2001 р. працювало у таких сферах діяльності : у сільському господарстві - 6,1%, у промисловості - 34,1%, на будівництві - 13% і у сфері обслуговування - 46,8%. 

 У муніципалітеті або у власному районі (кумарці) працює 1.393 особи, поза районом - 1.001 особа.

### Доходи населення
У 2002 р. доходи населення розподілялися таким чином :
| \| Доходи населення за статтями доходів \| Доходи населення за статтями доходів \| Доходи населення за статтями доходів \| \| Рік \| 2002 р. \| 2001 р. \| \| ------------------------------------ \| ------------------------------------ \| ------------------------------------ \| \| Заробітна платня \| 54% \| 56,9% \| \| Доходи від ведення бізнесу \| 19,9% \| 17% \| \| Соціальна допомога \| 26,1% \| 26% \| |         |         |
| Доходи населення за статтями доходів |         |         |
| Рік | 2002 р. | 2001 р. |
| Заробітна платня | 54%     | 56,9%   |
| Доходи від ведення бізнесу | 19,9%   | 17%     |
| Соціальна допомога | 26,1%   | 26%     |

### Безробіття
У 2007 р. нараховувалося 131 безробітний (у 2006 р. - 171 безробітний), з них чоловіки становили 36,6%, а жінки - 63,4%.

## Економіка
У 1996 р. валовий внутрішній продукт розподілявся по сферах діяльності таким чином :
| \| Валовий внутрішній продукт \| Валовий внутрішній продукт \| Валовий внутрішній продукт \| \| Рік \| 1996 р. \| 1991 р. \| \| -------------------------- \| -------------------------- \| -------------------------- \| \| Сільське господарство \| 11,1% \| 8,5% \| \| Промисловість \| 20% \| 30,7% \| \| Будівництво \| 13% \| 12,1% \| \| Послуги \| 56% \| 48,7% \| |         |         |
| Валовий внутрішній продукт |         |         |
| Рік | 1996 р. | 1991 р. |
| Сільське господарство | 11,1%   | 8,5%    |
| Промисловість | 20%     | 30,7%   |
| Будівництво | 13%     | 12,1%   |
| Послуги | 56%     | 48,7%   |

### Підприємства міста
У регіоні знаходиться Копальня Кардона.

#### Промислові підприємства
| \| Промислові підприємства міста, за сферою діяльності \| Промислові підприємства міста, за сферою діяльності \| Промислові підприємства міста, за сферою діяльності \| \| Рік \| 2002 р. \| 2001 р. \| \| --------------------------------------------------- \| --------------------------------------------------- \| --------------------------------------------------- \| \| Енергетичні та водні ресурси \| 14% \| 12,3% \| \| Хімія та метали \| 3,5% \| 3,5% \| \| Переробка металів \| 19,3% \| 19,3% \| \| Продукти харчування \| 12,3% \| 12,3% \| \| Текстиль \| 17,5% \| 17,5% \| \| Виробництво меблів, видання \| 26,3% \| 28,1% \| \| Інше \| 7% \| 7% \| \| Усього підприємств \| 57 \| 57 \| |         |         |
| Промислові підприємства міста, за сферою діяльності |         |         |
| Рік | 2002 р. | 2001 р. |
| Енергетичні та водні ресурси | 14%     | 12,3%   |
| Хімія та метали | 3,5%    | 3,5%    |
| Переробка металів | 19,3%   | 19,3%   |
| Продукти харчування | 12,3%   | 12,3%   |
| Текстиль | 17,5%   | 17,5%   |
| Виробництво меблів, видання | 26,3%   | 28,1%   |
| Інше | 7%      | 7%      |
| Усього підприємств | 57      | 57      |

#### Роздрібна торгівля
| \| Підприємства роздрібної торгівлі міста, за сферою діяльності \| Підприємства роздрібної торгівлі міста, за сферою діяльності \| Підприємства роздрібної торгівлі міста, за сферою діяльності \| \| Рік \| 2002 р. \| 2001 р. \| \| ------------------------------------------------------------ \| ------------------------------------------------------------ \| ------------------------------------------------------------ \| \| Продукти харчування \| 43,4% \| 42,1% \| \| Одяг та взуття \| 16,8% \| 17,5% \| \| Товари для дому \| 12,4% \| 12,3% \| \| Книги та періодичні видання \| 3,5% \| 3,5% \| \| Промислова хімічна продукція \| 8% \| 7,9% \| \| Продукція, пов'язана з транспортними засобами \| 1,8% \| 1,8% \| \| Інше \| 14,2% \| 14,9% \| \| Усього підприємств \| 113 \| 114 \| |         |         |
| Підприємства роздрібної торгівлі міста, за сферою діяльності |         |         |
| Рік | 2002 р. | 2001 р. |
| Продукти харчування | 43,4%   | 42,1%   |
| Одяг та взуття | 16,8%   | 17,5%   |
| Товари для дому | 12,4%   | 12,3%   |
| Книги та періодичні видання | 3,5%    | 3,5%    |
| Промислова хімічна продукція | 8%      | 7,9%    |
| Продукція, пов'язана з транспортними засобами | 1,8%    | 1,8%    |
| Інше | 14,2%   | 14,9%   |
| Усього підприємств | 113     | 114     |

#### Сфера послуг
| \| Підприємства міста, що працюють у сфері послуг, за діяльністю \| Підприємства міста, що працюють у сфері послуг, за діяльністю \| Підприємства міста, що працюють у сфері послуг, за діяльністю \| \| Рік \| 2002 р. \| 2001 р. \| \| ------------------------------------------------------------- \| ------------------------------------------------------------- \| ------------------------------------------------------------- \| \| Гуртова торгівля \| 6% \| 5,5% \| \| Готелі та готельний бізнес \| 22,2% \| 23,2% \| \| Транспорт та зв'язок \| 17,4% \| 19,5% \| \| Посередницькі фінансові послуги \| 4,8% \| 4,9% \| \| Послуги підприємствам \| 4,8% \| 4,3% \| \| Послуги фізичним особам \| 38,3% \| 37,8% \| \| Нерухомість та ін. \| 6,6% \| 4,9% \| \| Усього підприємств \| 167 \| 164 \| |         |         |
| Підприємства міста, що працюють у сфері послуг, за діяльністю |         |         |
| Рік | 2002 р. | 2001 р. |
| Гуртова торгівля | 6%      | 5,5%    |
| Готелі та готельний бізнес | 22,2%   | 23,2%   |
| Транспорт та зв'язок | 17,4%   | 19,5%   |
| Посередницькі фінансові послуги | 4,8%    | 4,9%    |
| Послуги підприємствам | 4,8%    | 4,3%    |
| Послуги фізичним особам | 38,3%   | 37,8%   |
| Нерухомість та ін. | 6,6%    | 4,9%    |
| Усього підприємств | 167     | 164     |

## Житловий фонд
У 2001 р. 5,1% усіх родин (домогосподарств) мали житло метражем до 59 м2, 44,2% - від 60 до 89 м2, 34,9% - від 90 до 119 м2 і
15,8% - понад 120 м2.

З усіх будівель у 2001 р. 36,3% було одноповерховими, 36% - двоповерховими, 17
% - триповерховими, 8% - чотириповерховими, 1,7% - п'ятиповерховими, 0,9% - шестиповерховими,
0% - семиповерховими, 0,1% - з вісьмома та більше поверхами.

## Автопарк
| \| Автомобілі, зареєстровані у місті, за призначенням \| Автомобілі, зареєстровані у місті, за призначенням \| Автомобілі, зареєстровані у місті, за призначенням \| \| Рік \| 2006 р. \| 2005 р. \| \| -------------------------------------------------- \| -------------------------------------------------- \| -------------------------------------------------- \| \| Приватні автомобілі \| 70,4% \| 71,2% \| \| Мотоцикли \| 8,4% \| 7,6% \| \| Вантажівки \| 17,6% \| 17,6% \| \| Трактори \| 0,2% \| 0,2% \| \| Автобуси та ін. \| 3,4% \| 3,4% \| \| Усього автомобілів \| 3.695 шт. \| 3.591 шт. \| |           |           |
| Автомобілі, зареєстровані у місті, за призначенням |           |           |
| Рік | 2006 р.   | 2005 р.   |
| Приватні автомобілі | 70,4%     | 71,2%     |
| Мотоцикли | 8,4%      | 7,6%      |
| Вантажівки | 17,6%     | 17,6%     |
| Трактори | 0,2%      | 0,2%      |
| Автобуси та ін. | 3,4%      | 3,4%      |
| Усього автомобілів | 3.695 шт. | 3.591 шт. |

## Вживання каталанської мови
У 2001 р. каталанську мову у місті розуміли 97,3% усього населення (у 1996 р. - 98%), вміли говорити нею 76,3% (у 1996 р. - 
79,2%), вміли читати 74,8% (у 1996 р. - 61%), вміли писати 50
% (у 1996 р. - 32,7%). Не розуміли каталанської мови 2,7%.

## Політичні уподобання
У виборах до Парламенту Каталонії у 2006 р. взяло участь 2.395 осіб (у 2003 р. - 2.969 осіб). Голоси за політичні сили розподілилися таким чином:
| \| Вибори до Парламенту Каталонії \| Вибори до Парламенту Каталонії \| Вибори до Парламенту Каталонії \| \| Рік \| 2006 р. \| 2003 р. \| \| -------------------------------------- \| ------------------------------ \| ------------------------------ \| \| Конвергенція та Єднання (CiU) \| 42,4% \| 44,5% \| \| Соціалістична партія Каталонії (PSC) \| 29,3% \| 30% \| \| Народна партія (PP) \| 7,8% \| 6,6% \| \| Ініціатива за зелену Каталонію (IC) \| 6,3% \| 3,6% \| \| Республіканська лівиця Каталонії (ERC) \| 12,4% \| 14,4% \| \| Громадянська партія (C's) \| 0,8% \| 0% \| \| Інші \| 1,1% \| 0,9% \| |         |         |
| Вибори до Парламенту Каталонії |         |         |
| Рік | 2006 р. | 2003 р. |
| Конвергенція та Єднання (CiU) | 42,4%   | 44,5%   |
| Соціалістична партія Каталонії (PSC) | 29,3%   | 30%     |
| Народна партія (PP) | 7,8%    | 6,6%    |
| Ініціатива за зелену Каталонію (IC) | 6,3%    | 3,6%    |
| Республіканська лівиця Каталонії (ERC) | 12,4%   | 14,4%   |
| Громадянська партія (C's) | 0,8%    | 0%      |
| Інші | 1,1%    | 0,9%    |

У муніципальних виборах у 2007 р. взяло участь 2.715 осіб (у 2003 р. - 3.054 особи). Голоси за політичні сили розподілилися таким чином:
| \| Муніципальні вибори \| Муніципальні вибори \| Муніципальні вибори \| \| Рік \| 2007 р. \| 2003 р. \| \| -------------------------------------- \| ------------------- \| ------------------- \| \| Конвергенція та Єднання (CiU) \| 50,6% \| 52,7% \| \| Соціалістична партія Каталонії (PSC) \| 30,4% \| 31% \| \| Народна партія (PP) \| 2% \| 2% \| \| Ініціатива за зелену Каталонію (IC) \| 0% \| 0% \| \| Республіканська лівиця Каталонії (ERC) \| 17% \| 14,3% \| \| Громадянська партія (C's) \| 0% \| 0% \| \| Інші \| 0% \| 0% \| |         |         |
| Муніципальні вибори |         |         |
| Рік | 2007 р. | 2003 р. |
| Конвергенція та Єднання (CiU) | 50,6%   | 52,7%   |
| Соціалістична партія Каталонії (PSC) | 30,4%   | 31%     |
| Народна партія (PP) | 2%      | 2%      |
| Ініціатива за зелену Каталонію (IC) | 0%      | 0%      |
| Республіканська лівиця Каталонії (ERC) | 17%     | 14,3%   |
| Громадянська партія (C's) | 0%      | 0%      |
| Інші | 0%      | 0%      |